# Høgni Hoydal
Høgni Hoydal (ur. 28 marca 1966 w Kopenhadze) – farerski polityk, przewodniczący Partii Republikańskiej od 1998. Od 1998 do 2003 roku był wicepremierem i ministrem sprawiedliwości, w 2008 roku pełnił obowiązki ministra spraw zagranicznych, a od 2015 do 2019 roku był ministrem rybołówstwa.
Jest członkiem parlamentu Wysp Owczych od 1998, w latach 2001–2011 był także deputowanym do duńskiego parlamentu.

## Młodość
Jest synem biolożki specjalizującej się w rybach Kjartan Hoydal i biologa Gunvør Hoydal. Od 1983 do 1985 roku pracował jako marynarz dla Służb Bezpieczeństwa i Ratownictwa Wysp Owczych. Od 1987 przez rok pracował jako nauczyciel w szkole podstawowej w Torshavn. W latach 1988–1994 studiował historię i komunikację na Uniwersytecie Roskilde. W młodości był marynarzem oraz nauczycielem. W czasie studiów pracował jako robotnik w fabryce. W latach 1995–1998 pracował jako reporter w farerskiej telewizji.

## Kariera polityczna
W wyniku wyborów parlamentarnych w 1998 wszedł po raz pierwszy do farerskiego parlamentu (Løgting). Od 16 maja 1998 do 5 grudnia 2003 pełnił funkcję wicepremiera i ministra sprawiedliwości. Hoydal w 2000 został przewodniczącym centrolewicowej i dążącej do niepodległości wysp Partii Republikańskiej (far. Tjóðveldisflokkurin). Hoydal wziął również udział w duńskich wyborach parlamentarnych w 2001, w których uzyskał mandat deputowanego do Folketingetu, natomiast z racji niemożności łączenia funkcji (z funkcją ministra) jego mandat objął Torbjørn Jacobsen. Mandat uzyskał ponownie w wyborach parlamentarnych w 2005 i 2007 roku. Pozostał deputowanym do 2011 roku.
Po wyborach w 2008 roku jego partia, przemianowana rok wcześniej na Republikę (far. Tjóðveldi), weszła w skład rządzącej koalicji. 4 lutego tego samego roku wszedł w skład rządu na stanowisku ministra spraw zagranicznych, którym pozostał do 26 września tego samego roku. W 2015 roku został powołany w skład rządu na stanowisku ministra rybołówstwa. 16 września 2019 roku na tym stanowisku zastąpił go Jacob Vestergaard.

## Życie prywatne
Høgni Hoydal jest żonaty z Hildur Hermansen, para ma troje dzieci: Sjúrðura (ur. 1988), Brim (ur. 1990) oraz Helgiego (ur. 1996).